# Cratere Aananin
Aananin è un cratere sulla superficie di Rea.